# Euderinae
Gli Euderinae Erdös, 1956, sono una sottofamiglia degli Eulofidi (Hymenoptera Chalcidoidea) comprendente specie parassitoidi.

## Descrizione
I caratteri morfologici sono abbastanza omogenei, con qualche eccezione per il genere Hubbardiella. In generale gli Euderini presentano antenne con flagello composto da sette articoli, torace con notauli ben delineati sul mesoscuto, scutello con due paia di setole.
Le ali hanno una vena marginale lunga, non raccordata armonicamente con la submarginale. La vena postmarginale è più lunga della stigmale. Sulla vena submarginale è presente una fila di setole. Altra caratteristica è la presenza sulla parte dorsale del disco, di più file di setole che si diramano radialmente a partire dallo stigma e che si evidenziano rispetto alle altre setole che ricoprono l'intera superficie del disco. Alcune specie mostrano vistose maculature circolari sull'ala anteriore.
Il genere Hubbardiella presenta caratteri morfologici tipici della sottofamiglia Entedoninae: mesonoto ben sviluppato, che nasconde alla vista dorsale il pronoto, scutello prolungato posteriormente a ricoprire parte del metanoto e del propodeo. I notauli, inoltre, sono incompleti e decorrono lungo la metà posteriore del mesoscuto.

## Biologia
Gli Euderini sono parassitoidi generalmente ectofagi associati a Lepidotteri ed a Coleotteri xilofagi. Alcune specie sono oofaghe a spese di coleotteri xilofagi.

## Sistematica
Gli Euderini formano un raggruppamento piccolo, composto da circa 150 specie ripartite in 17 generi :
- Acrias
- Allocerastichus
- Aoridus
- Astichus
- Bellerus
- Beornia
- Boucekastichus
- Carlyleia
- Euderus
- Hubbardiella
- Opeuderus
- Parasecodella
- Parasecodes
- Pseudosecodes
- Uroentedon
- Wichmannia
- Zeastichus